# موسيقى آسيا

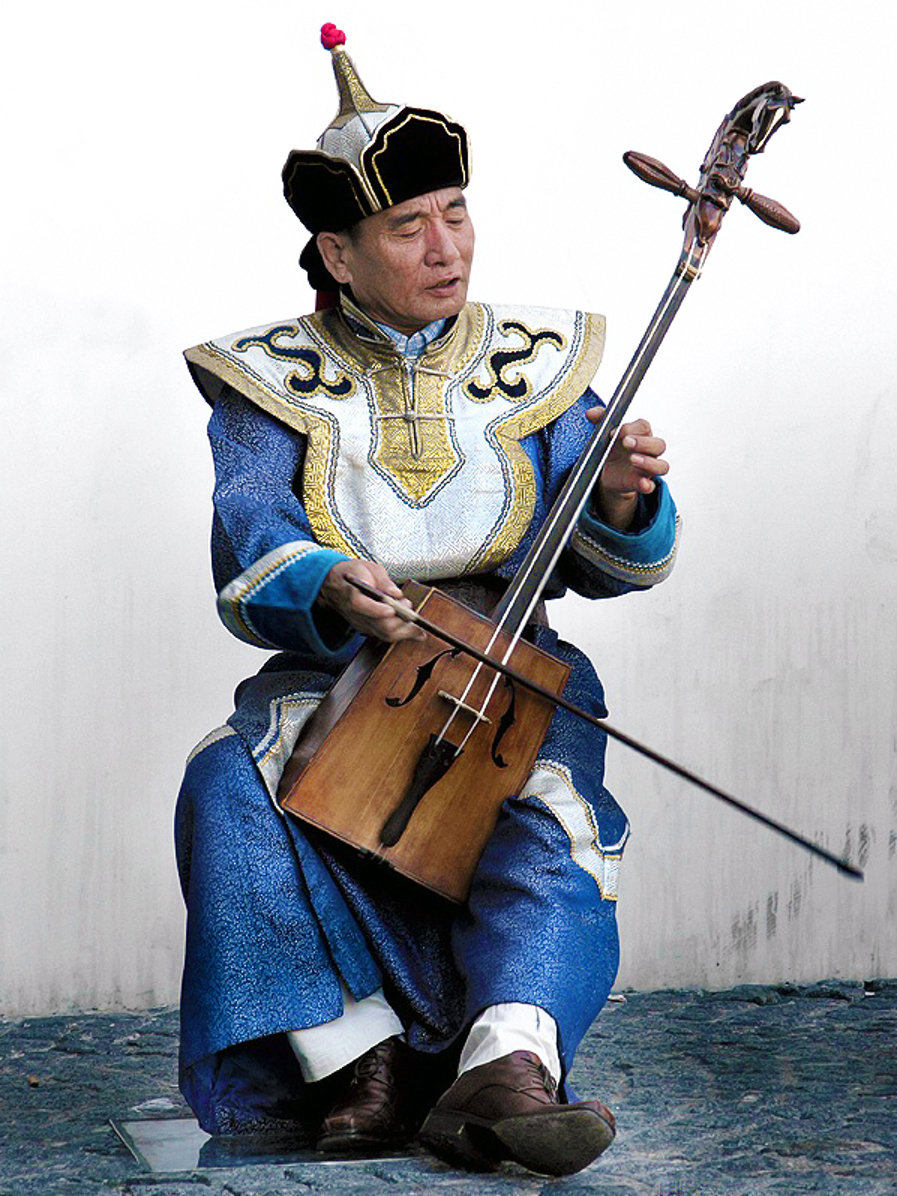

موسيقى آسيا تشمل العديد من الأنماط الموسيقية المختلفة التي يعود أصلها إلى عدد كبير من البلدان الآسيوية.

## الموروث الموسيقي في آسيا
الموسيقى في آسيا الوسطى
- موسيقى أفغانية
- موسيقى كازاخية
- موسيقى مونغولية
- موسيقى أوزبكية

الموسيقى في شرق آسيا
- موسيقى صينية
- موسيقى يابانية
- موسيقى كورية
- موسيقى تايوانية

الموسيقى في جنوب آسيا
- موسيقى بنغلاديشية
- موسيقى هندية
- موسيقى باكستانية

الموسيقى في جنوب شرق آسيا
- موسيقى أندونيسية
- موسيقى ماليزية
- موسيقى تايلندية
- موسيقى فلبينية

الموسيقى في غرب آسيا
- موسيقى عربية
- موسيقى قبرصية
- موسيقى فارسية
- موسيقى إسرائيلية
- موسيقى تركية